# Jamshedpur
Jamshedpur é uma cidade do estado de Jarcanda, na Índia. Localiza-se no centro-leste do país. Tem 1339438 habitantes (2011). Foi fundada em 1907 como centro industrial com o nome de Sakchi, e renomeada em 1919 por Lord Chelmsford em honra a Jamsetji Tata, o seu fundador.